# Stari grad, Orahovica
45°29′39″N 17°51′02″E / 45.49417°N 17.85056°EStari grad ili Oršulić je utvrda kod Orahovice u sjeveroistočnoj Hrvatskoj.

## Osobine
Pruža se u od juga k sjeveru. Četverodijelna je, s obrambenim pojačanjima na svakom dijelu. Pretpostavlja se da je ova utvrda bila prva lokacija današnje Orahovice. Stari je grad veći od Ružice grada, no nije raskošno građen kao ona i u usporedbi s njom, manje je utvrđen.
Izrazito su mu učvršćene sjeverna i južna strana zidina, koje su teško pristupačne. Nema glavne, branič-kule. Postoje veliki zemljani nasipi oko kojih je zid, od kojeg je danas vrlo malo ostalo. Pretpostavlja se da je postojalo neko središnje predvorje kojemu su se slijeva i sdesna nalazile zgrade u kojima se stanovalo i one koje su služile obrani.
Unutar ovom su grada raspoređene pećine u pravilnim razmacima. Upotrijebljene su kao dio građevine, bilo kao temelj zidovima, bilo kao obrambenu strukturu. Općenito je oblik terena bolje štitio Stari grad od nego što je štitio Ružicu grad.

## Lokacija
Nalazi se 3 km od Ružice grada u pravcu krndijskih strmina, nedaleko od vrha Kapovca. Nalazi se na grebenu brijega. Danas je okružena gustom šumom. 

## Povijest
Malo se zna o ovoj utvrdi. Starija je od Ružice i očigledno je prethodnikom te građevine. Pretpostavlja se da je iz ranog srednjeg vijeka, iako se jedno vrijeme mislilo da je iz 14. stoljeća. S obzirom na svojstva njenih zidina, koje su drukčijeg karaktera od Ružicinih, kako je prilagođena okolnom reljefu (stijene, pećine) i na činjenicu da nijedan njen dio nije bio predviđen za udobni boravak, pretpostavlja se da je bila vojne namjene. Budući da nije imala branič-kulu, utemeljeno se može pretpostaviti da je ova utvrda služila kao pribježište (refugium).
Zabilježeno je da je ovaj grad imao veliku ulogu u obrani od mongolske provale. Utvrdu se je dograđivalo zadnjeg desetljeća 13. ili prvog desetljeća 14. stoljeća. 